# Plesiostigmodes brasiliensis
Plesiostigmodes brasiliensis är en stekelart som beskrevs av William Harris Ashmead 1904. Plesiostigmodes brasiliensis ingår i släktet Plesiostigmodes och familjen gallglanssteklar. Inga underarter finns listade i Catalogue of Life.